# 1350
1350（千三百五十、せんさんびゃくごじゅう）は自然数、また整数において、1349の次で1351の前の数である。

## 性質
- 1350は合成数であり、約数は1, 2, 3, 5, 6, 9, 10, 15, 18, 25, 27, 30, 45, 50, 54, 75, 90, 135, 150, 225, 270, 450, 675, 1350である。
  - 約数の和は3720。
- 20番目の九角数である。1つ前は1216、次は1491。
- 13502 + 1 = 1822501であり、n 2 + 1 が素数になる146番目の数である。1つ前は1340、次は1354。
- 300番目のハーシャッド数である。1つ前は1344、次は1360。
  - 9を基とする85番目のハーシャッド数である。1つ前は1341、次は1404。
- 1350 = 2 × 33 × 52
  - 3つの異なる素因数の積で p 3 × q 2 × r の形で表せる11番目の数である。1つ前は1224、次は1368。(オンライン整数列大辞典の数列 A163569)
- n = 1350 のとき n と n + 1 を並べた数を作ると素数になる。n と n + 1 を並べた数が素数になる139番目の数である。1つ前は1328、次は1382。(オンライン整数列大辞典の数列 A030457)
- 約数の和が1350になる数は2個ある。(712, 898) 約数の和2個で表せる86番目の数である。1つ前は1328、次は1374。

## その他 1350 に関連すること
- 西暦1350年
- 中国放送(RCCラジオ)広島本局の周波数は1350kHzである。
- 国鉄1350形蒸気機関車 - 鉄道院が阪鶴鉄道買収時に継承したタンク機関車。
- 神戸電鉄デ1350形電車 - 神戸電気鉄道（現、神戸電鉄）の電車、デ1300形の客用扉を片側2か所から3か所に改良した増備車。
- 熊本市交通局1350形電車 - 熊本市交通局の路面電車用車両。
- 奈良電気鉄道デハボ1350形電車 - 奈良電気鉄道（現、近畿日本鉄道）の電車。